# Nísia Floresta (kommun)
Nísia Floresta är en kommun i Brasilien.   Den ligger i delstaten Rio Grande do Norte, i den östra delen av landet, 1 800 km nordost om huvudstaden Brasília. Antalet invånare är 23 818.
Följande samhällen finns i Nísia Floresta:
- Nísia Floresta

Omgivningarna runt Nísia Floresta är en mosaik av jordbruksmark och naturlig växtlighet. Runt Nísia Floresta är det ganska tätbefolkat, med 104 invånare per kvadratkilometer.